# Amplified
Amplified是一隊來自香港的日本樂隊，而其3名成员却来自3个不同的国家。三人都在美國新罕布什爾州的聖保羅學校就讀高中。他們在日本新人招募赛上首露头角，后被招入DefSTAR Records唱片公司旗下，成为平井坚同门师弟。代表作品为 《Mr.raindrop》，并被选为動畫《银魂》的片尾曲。

## 成员
- Chris Edwards：主音及吉他手，澳洲出生，英国国籍，小學初期在香港就讀，後來移民到多明尼加
- Terrence Ma：低音吉他手，加拿大出生
- Kai-Yuan Neo：鼓手，新加坡出生

## 专辑／单曲
- 2006年7月19日：单曲 《Mr.raindrop》
- 2006年8月2日：首张专辑 《Turn it up!》
- 2007年7月25日：第二张专辑 《Sesh the sweet sounds》